# آنتوان دوو
آنتوان دوو (انگلیسی: Antoine Devaux؛ زادهٔ ۲۱ فوریهٔ ۱۹۸۵) بازیکن فوتبال اهل فرانسه است.
از باشگاه‌هایی که در آن بازی کرده‌است می‌توان به باشگاه فوتبال لو آور، باشگاه فوتبال استاد رنس، و باشگاه فوتبال تولوز اشاره کرد.